# Frea flavoscapulata
Frea flavoscapulata är en skalbaggsart som beskrevs av Leon Fairmaire 1897. Frea flavoscapulata ingår i släktet Frea och familjen långhorningar.
Artens utbredningsområde är:
- Kenya.
- Malawi.
- Moçambique.

Inga underarter finns listade i Catalogue of Life.